# Bronwen Thomas
Bronwen Anne Thomas (* 17. März 1969 in Richmond, British Columbia) ist eine ehemalige kanadische Freestyle-Skierin. Sie war auf die Buckelpisten-Disziplinen Moguls und Dual Moguls spezialisiert. Bei den Weltmeisterschaften 1993 gewann sie die Bronzemedaille.

## Biografie
Bronwen Thomas gab am 23. Januar 1988 in Breckenridge ihr Debüt im Freestyle-Skiing-Weltcup. Ihre erste Platzierung unter den besten zehn konnte sie zwei Jahre später als Achte am Mont Gabriel erreichen. Im selben Winter gewann sie ihren ersten von drei kanadischen Meistertiteln. In der Saison 1990/91 qualifizierte sie sich mit mehreren Top-10-Plätzen für die Weltmeisterschaften in Lake Placid, kam dort aber nicht über Rang 28 hinaus. Bei ihren ersten Olympischen Spielen in Albertville belegte sie Rang 16.
Ihre erfolgreichste Saison hatte Bronwen Thomas 1992/93. In zwölf Weltcup-Rennen klassierte sie sich achtmal unter den besten zehn, davon einmal als Fünfte und dreimal als Sechste. Damit erreichte sie mit Rang sechs in der Disziplinenwertung ein Karrierehoch. Bei den Weltmeisterschaften in Altenmarkt-Zauchensee gewann sie hinter Stine Lise Hattestad und Petra Moroder die Bronzemedaille. Im Winter darauf schaffte sie es sechsmal unter die besten zehn und erreichte als Vierte in La Clusaz das beste Weltcup-Resultat ihrer Karriere. Im Rahmen der Olympischen Winterspiele von Lillehammer wurde sie Neunte. Die folgende Saison verlief ähnlich, bei den Weltmeisterschaften in La Clusaz belegte sie erneut Platz neun. Nach einem Winter Pause kehrte sie zur Saison 1996/97 in den Weltcup zurück und erreichte ihre besten Ergebnisse in der neuen Disziplin Dual Moguls (Parallelbuckelpiste). Ihren letzten Weltcup bestritt sie im März jener Saison am Hundfjället.

## Erfolge

### Olympische Spiele
- Albertville 1992: 16. Moguls
- Albertville 1994: 9. Moguls

### Weltmeisterschaften
- Lake Placid 1991: 28. Moguls
- Altenmarkt-Zauchensee 1993: 3. Moguls
- La Clusaz 1995: 9. Moguls

### Weltcup
- 35 Platzierungen unter den besten zehn

### Weltcupwertungen
| Saison  | Gesamt | Gesamt | Moguls | Moguls | Dual Moguls | Dual Moguls |
| Saison  | Platz  | Punkte | Platz  | Punkte | Platz       | Punkte      |
| ------- | ------ | ------ | ------ | ------ | ----------- | ----------- |
| 1989/90 | 47.    | 2      | 15.    | 9      | –           | –           |
| 1990/91 | 37.    | 4      | 13.    | 30     | –           | –           |
| 1991/92 | 38.    | 2      | 11.    | 20     | –           | –           |
| 1992/93 | 25.    | 74     | 6.     | 668    | –           | –           |
| 1993/94 | 23.    | 70     | 9.     | 560    | –           | –           |
| 1994/95 | 33.    | 64     | 10.    | 448    | –           | –           |
| 1996/97 | 62.    | 34     | 23.    | 136    | 13.         | 196         |

### Weitere Erfolge
- 3 kanadische Meistertitel (Moguls 1990, 1993 und 1994)[2]